# Lijst van Schütte-Lanz luchtschepen
Dit is een lijst van Schütte-Lanz luchtschepen.
| Productie-nummer | Type   | Gasinhoud | Werkgever | Eerste vlucht        | Inzet | Levensloop |
| ---------------- | ------ | --------- | --------- | -------------------- | --- | --- |
| SL 1             | A-type | 20.500 m³ | Leger     | 1 oktober 1911       | geen (Prototype) | In juli 1913 door een storm gedwongen om te Scheidenmühl een noodlanding te maken, waarna de noodverankering losraakte en het schip zonder bemanning in de bomen vloog en zo beschadigd werd dat het moest afgebroken worden.                              |
| SL 2             | B-Type | 25.000 m³ | Leger     | 28 februari 1914     | Twee verkenningen voor Oostenrijk; vier aanvalsvaarten met 3554 kg bommen (twee keer op Nancy, één keer op Compiègne en één keer op Londen)                                         | In mei/juni 1915 met 12 meter verlengd; op 10 januari 1916 werd de SL-2 op de basis Brussel-Agathe door een windvlaag gegrepen en vernield. |
| SL 3             | C-Type | 32.000 m³ | Marine    | 5 februari 1915      | 30 verkenningen boven de Noord- en Oostzee; één onsuccesvolle aanval tegen Engeland met 150 kg bommen; een gevecht met een Britse onderzeeboot.                                     | Op 1 mei 1916 maakte het een verkenningsvaart boven de Oostzee in de omgeving van het Zweedse eiland Gotland. De SL-3 moest plotseling een noodlanding op het water maken, waarbij het schip snel zonk. De bemanning kon door Duitse schepen gered worden. |
| SL 4             | C-Type | 32.000 m³ | Marine    | 2 mei 1915           | 21 verkenningen boven de Noord- en Oostzee; twee aanvallen tegen het eiland Ösel met 600 kg bommen.                                                                                 | Op 14 december tijdens een storm uit de loods gerukt en onaangenaam in aanraking gekomen met moeder aarde. |
| SL 5             | C-Type | 32.000 m³ | Leger     | 21 mei 1915          | geen | Tijdens een storm boven het Sauerland zo zwaar beschadigd, dat het moest worden afgebroken |
| SL 6             | D-Type | 35.000 m³ | Marine    | 9 oktober 1915       | 6 verkenningen | Op 10 november 1915 ontplofte het schip op 6 km van haar basis te Seddin. |
| SL 7             | D-Type | 35.000 m³ | Leger     | 3 september 1915     | Drie verkenningen boven de Oostzee; drie aanvallen waarbij intotaal 1958 kg bommen werden uitgegooid (La Neufville, Dünamünde, Wenden)                                              | Op 6 maart 1917 uit dienst gesteld; gedemonteerd in Jüterburg. |
| SL 8             | E-Type | 38.700 m³ | Marine    | 30 maart 1916        | 34 verkenningen boven de Noord- en Oostzee; drie aanvallen terwijl 4600 kg bommen werden afgeworpen(Werder, Moon, Pernau).                                                          | Op 20 november 1917 buiten diens gesteld en gedemonteerd te Seddin. |
| SL 9             | E-Type | 38.700 m³ | Marine    | 1 november 1916      | 13 verkenningen; drie aanvallen terwijl 4230 kg bommen werden uitgegooid (Mariehamn, Sworbe, Arensburg); onsuccesvolle deelname aan een eskader tegen Engeland op 24 augustus 1916. | Op 30 maart 1917 neergehaalf in de omgeving van Pillau in Pommeren. |
| SL10             | E-Type | 38.700 m³ | Leger     | 17 mei 1916          | Eén verkenning naar Zonguldak. | In een aanval naar Sebastopol op 28 juli 1916 verdwenen zonder een spoor achter te laten. |
| SL11             | E-Type | 38.700 m³ | Leger     | 1 augustus 1916      | Drie aanvallen tegen Engeland; twee daarvan werden onderbroken. | Op 3 september 1916 tijdens de derde aanval door William Leefe Robinson in brand geschoten. |
| SL12             | E-Type | 38.700 m³ | Marine    | 9 november 1916      | 9 verkenningen boven de Noord- en Oostzee. | Op 28 december 1916 tijdens een landing ongelukkig terechtgekomen waardoor het karkas brak. |
| SL13             | E-Type | 38.700 m³ | Leger     | 19 oktober 1916      | geen | Op 8 februari 1917 tegen de hal in Leipzig geduwd door de wind waardoor het schip in brand vloog. |
| SL14             | E-Type | 38.700 m³ | Marine    | 23 augustus 1916     | Twee verkenningen boven de Oostzee; twee aanvallen terwijl 2960 kg bommen werden uitgegooid boven Papensholm.                                                                       | Op 18 mei 1917 in tweeën gebroken. |
| SL15             | E-Type | 38.700 m³ | Leger     | 4 november 1916      | geen | In augustus 1917 zonder meer afgebroken in Sandhofen. |
| SL16             | E-Type | 38.700 m³ | Leger     | 18 januari 1917      | geen | In augustus 1917 zonder meer afgebroken in Spich. |
| SL17             | E-Type | 38.700 m³ | Leger     | 22 maart 1917        | geen | In augustus 1917 zonder meer afgebroken in Allenstein |
| SL18             |        |           | Leger     | niet indienstgesteld | niet indienstgesteld | Werd toen de hallen te Leipzig instortten vernield. |
| SL19             |        |           | Leger     | niet indienstgesteld | niet indienstgesteld | Opdracht naar opgave van het leger ingetrokken. |
| SL20             | F-Type | 56.000 m³ | Marine    | 10 september 1917    | Twee verkenningen onder "Operatie Albion" (Ösel) boven de Oostzee, één mislukte aanval bij de Ösel-invasie op 8 oktoper 1917 (3 van de 5 motoren vielen uit).                       | Het schip werd vernield tijdens de al eerder genoemde Explosie in de dubbelhal te Ahlhorn waarbij twee luchtschepen het leven lieten. Bij deze explosie kan sabotage niet uitgesloten worden.                                                              |
| SL21             | F-Type | 56.000 m³ | Leger     | 26 november 1917     | geen; latere proefvaart op 28 november 1917. | In 1918 gedemonteerd. |
| SL22             | F-Type | 56.000 m³ | Marine    | 5 juni 1918          | geen | In de zomer van 1920 gedemonteerd en overgeleverd aan de overwinnaars. |
| SL23             | G-Type | 63.750 m³ |           | nooit afgebouwd      | nooit afgebouwd | Nooit afgebouwd door de afloop van de oorlog. |
| SL24             | G-Type | 63.750 m³ |           | nooit afgebouwd      | nooit afgebouwd | Nooit afgebouwd door de afloop van de oorlog. |

## Nooitgebouwde schepen
| Nr.    | Naam       | Technische data                                                                 | Opmerkingen                                |
| ------ | ---------- | ------------------------------------------------------------------------------- | ------------------------------------------ |
| SL101  | Atlantic   | 95 000 m³, L=230 m , D=29,5 m, S=130 km/h, 10 motoren met samengeteld 2200 kW   | Draagvermogen: 98 Passagiers, 20 t vracht  |
| SL102  | Panamerika | 205 000 m³, L=298 m , D=38,5 m, S=130 km/h, 18 motoren met semengeteld 3970 kW  |                                            |
| SL 103 | Pacific    | 150 000 m³, L=274,5 m , D=35 m, S=128 km/h, 13 motoren met samengeteld 2870 kW, | Draagvermogen: 100 Passagiers, 38 t vracht |
|        | Kentucky   | 114 000 m³, L=244 m , D=31,5 m, S=128 km/h, 10 motoren met samengeteld 2200 kW  |                                            |
|        | Fram       | zie SL 103                                                                      |                                            |